# James John O'Brien
James John O'Brien (Alexandria, 28 settembre 1987) è un ex calciatore irlandese con cittadinanza britannica, di ruolo centrocampista.